# مانويل فييرا بينتو
مانويل فييرا بينتو (بالبرتغالية: Manuel Vieira Pinto‏) هو كاهن كاثوليكي برتغالي، ولد في 8 ديسمبر 1923 في أبويم ‏ في البرتغال.